# 陳萬水
陳萬水（1940年11月—2012年7月27日），陝西省岐山縣生，籍貫浙江省仙居縣。丈夫為親民黨主席、前臺灣省省長宋楚瑜。

## 生平
陳萬水幼年在上海住了4年，在上海讀過小學，隨後舉家遷往台灣高雄海軍眷村，大學畢業於國立中興大學法商學院經濟學系。1966年，至美國加州柏克萊大學留學，在此認識宋楚瑜。宋楚瑜與大學時同樣就讀政大的同學蘇一仲，都申請到了加州大學柏克萊分校，由於蘇一仲的女朋友在舊金山大學念書，蘇一仲去舊金山看望他女朋友的時候，會順便邀請宋楚瑜去玩，恰巧陳萬水跟這個女生是室友，宋陳兩人因此結識並相戀，1968年，兩人在美國結婚。宋楚瑜自赴美、到1974年拿到喬治城大學博士學位的求學期間，因為經濟因素曾兩度休學，兩個人更曾經以泡麵共度一年多的艱苦時光。
陳萬水本來是職業婦女，在美國大通銀行擔任稽核主任，但後來隨著宋楚瑜的官位越來越高，陳萬水也甘願配合轉成賢內助，與宋楚瑜一同出席重要宴會。在宋楚瑜擔任台灣省長任內，一度有一年多的期間，因為女兒宋鎮邁還在台北就讀師大附中國中實驗班三年級，陳萬水不辭辛勞，在台北與中興新村之間來回奔波，辛苦的照顧全家人。
陈万水在2006年下半年被診斷出罹患大腸癌第三期，開刀後曾一度康復，但也因此甚少參與丈夫宋楚瑜在該年的台北市市長競選活動。2012年1月13日，她在宋楚瑜的總統選舉造勢活動上露面，這是她最後一次的公開活動。同月，她癌症復發，並有肺部、肝臟及腹膜轉移，及後因病情惡化於同年5月11日住進台北和信醫院加護病房，最終於2012年7月27日12時50分病逝，享壽72歲，並於8月1日於台北第二殯儀館火化。

## 軼聞
- 儘管陳萬水不喜歡在螢光幕前露面，但只要丈夫宋楚瑜參加各類選舉，陳萬水也不吝於挺身支持丈夫，被親民黨支持民眾以及新聞媒體暱稱為「萬水姊姊」。[6]

- 陳萬水不喜歡拋頭露面，一方面是因為個性的關係，另一方面她覺得，自己丈夫已經等於「捐給國家」，一個家裡有一個公眾人物就夠了。受到陳萬水的影響，宋楚瑜也非常注重一對兒女的隱私。